# Gilberto Noletti
Gilberto Noletti (Cusano Milanino, 9 maggio 1941 – Forlì, 28 aprile 2024) è stato un calciatore italiano, di ruolo difensore.

## Carriera

### Club

Noletti alla Juventus nella stagione 1962-1963

Cresciuto nelle giovanili del Milan, con cui esordì in Serie A nella stagione 1959-1960, disputò con la maglia della Lazio il campionato di Serie B 1961-1962. Passò quindi, sempre in prestito, alla Juventus (14 presenze ed una rete nel campionato 1962-1963, chiuso dai bianconeri al secondo posto), per tornare al Milan nell'estate 1963.
In rossonero disputò 4 stagioni formando con Pelagalli la coppia dei terzini, disputando fra l'altro l'edizione 1963 della Coppa Intercontinentale, persa dai rossoneri contro il Santos di Pelé e aggiudicandosi la Coppa Italia 1966-1967. 
La sua carriera subì un brusco stop nel gennaio 1967 quando in occasione di una sfida col Bologna subì la rottura del tendine di Achille. Venne quindi ceduto alla Sampdoria ma per i postumi dell'infortunio non riuscì mai a scendere in campo.
Passò quindi al Lecco con cui riprese l'attività in Serie B, e successivamente al Sorrento, dove rimase per tre stagioni contribuendo alla prima storica promozione dei campani in Serie B e disputando il campionato di Serie B 1971-1972. Chiuse quindi la carriera in Serie C con Casertana e Grosseto.
In carriera totalizzò complessivamente 89 presenze e 3 reti in Serie A e 75 presenze ed una rete in Serie B.

### Nazionale
Disputò, con la Nazionale Olimpica, le Olimpiadi di Roma 1960, chiuse dagli azzurri al quarto posto.

## Palmarès

### Club

#### Competizioni nazionali
- Coppa Italia: 1

Milan: 1966-1967
- Campionato italiano Serie C: 1

Sorrento: 1970-1971

### Competizioni giovanili
- Torneo di Viareggio: 2

Milan: 1959, 1960

### Nazionale
- Giochi del Mediterraneo: 2

Libano 1959, Italia 1963